# We Can't Stop
"We Can't Stop" é uma canção da artista musical estadunidense Miley Cyrus, contida em seu quarto álbum de estúdio Bangerz (2013). Foi composta pela própria juntamente com Mike Will Made It, P-Nasty e Timothy e Theron Thomas — conhecidos profissionalmente como Rock City —, sendo produzida pelo quarteto. Originalmente, Mike Will Made It enviou "We Can't Stop" e "Pour It Up" para a barbadense Rihanna, que estava trabalhando em seu sétimo disco Unapologetic (2012). Entretanto, a intérprete rejeitou a primeira composição, descrita pelo produtor como "uma versão madura" de "Party in the U.S.A.", e selecionou apenas a segunda. Durante a pré-produção de seu quarto álbum, Cyrus recebeu a faixa e relacionou-se à obra imediatamente, lembrando-se de uma festa que havia participado com seus amigos semanas antes.
A canção foi lançada em 3 de junho de 2013 como o primeiro single de Bangerz, servindo também como a primeira obra lançada por Cyrus em contrato com a RCA Records. Descrita como um "hino festeiro", "We Can't Stop" é uma canção de andamento moderado musicalmente derivada do dance-pop e do R&B que incorpora elementos dos gêneros hip hop e pop minimalista em sua composição. Gravado nos Nightbird Studios em West Hollywood, Califórnia, Glenwood Studios em Burbank, Califórnia e Conway Recording Studios em Los Angeles, Califórnia, o tema apresenta demonstrações de "La Di Da Di", de Doug E. Fresh e MC Rick D, e por esta razão, Douglas Davis, Ricky Walter são citados como co-compositores. Liricamente, a faixa trata de uma festa caseira e uso recreativo de drogas.
"We Can't Stop" recebeu análises mistas de críticos musicais, que embora tenham elogiado sua produção e a mudança musical de Cyrus, criticaram seu conteúdo lírico, o qual causou controvérsia por supostamente tratar da droga MDMA, que foi notada na linha "Dançando com molly"; contudo, de acordo com um representante de Mike Will Made It, o trecho diz "Dançando com Miley". Apesar das resenhas mistas, a faixa foi citada pela Billboard como a melhor de 2013 e conquistou o prêmio de Choice Summer Song nos Teen Choice Awards daquele ano. Comercialmente, a obra obteve um desempenho positivo, alcançando o topo das tabelas da Escócia, da Nova Zelândia e do Reino Unido, e classificando-se entre as vinte mais vendidas em diversos países. Nos Estados Unidos, culminou na vice-liderança da Billboard Hot 100 e vendeu mais de três milhões de cópias digitais.
O vídeo musical correspondente foi dirigido por Diane Martel e lançado em 19 de junho de 2013 através da plataforma de vídeos Vevo. As cenas retratam Cyrus e seus amigos em uma festa caseira fazendo diversas atividades. O projeto foi recebido de forma mista, com profissionais expressando opiniões diferentes em relação à imagem provocativa de Cyrus. Todavia, o trabalho foi bem recebido virtualmente, quebrando o recorde de mais visto em 24 horas na Vevo e de ser o mais rápido a atingir a marca de 100 milhões de visualizações no serviço. Para a divulgação de "We Can't Stop", a cantora apresentou-a nos MTV Video Music Awards de 2013 — cuja performance foi notada por ser sexualmente sugestiva — e em diversos programas televisivos, incluindo-a no repertório de sua turnê Bangerz Tour (2014). Além disso, artistas como Rebecca Black e Bastille regravam a faixa, que também foi inclusa na edição de 2015 do jogo eletrônico Just Dance.

## Antecedentes

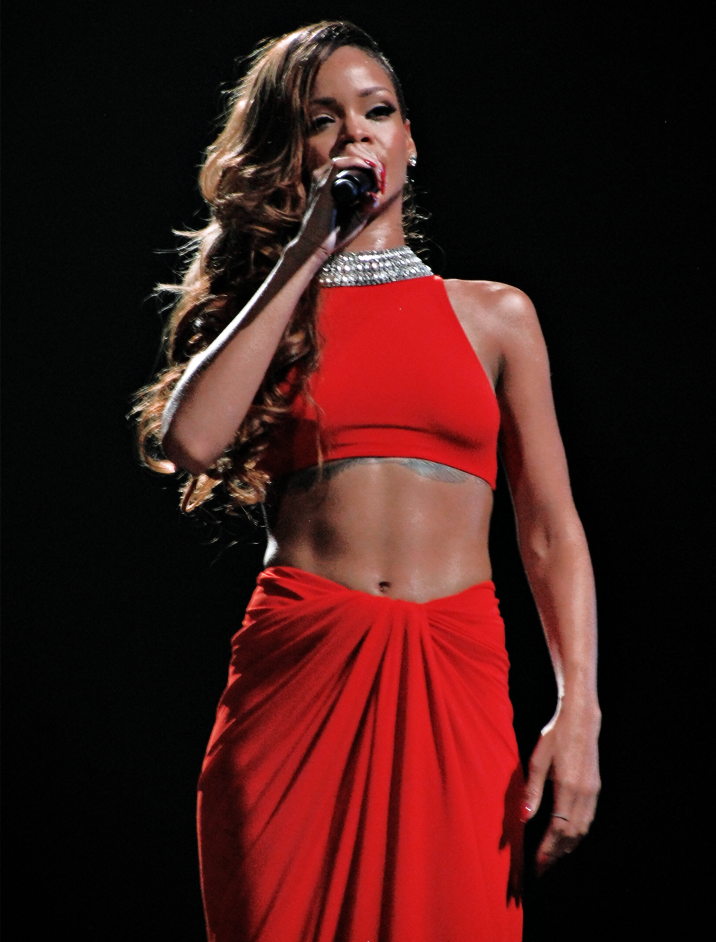
"We Can't Stop" e "Pour It Up" foram originalmente oferecidas para a barbadense Rihanna (imagem). Entretanto, ela rejeitou a primeira e decidiu gravar apenas a segunda.

Em 2012, Cyrus anunciou planos de focar-se em sua carreira cinematográfica, colocando seus trabalhos musicais efetivamente em hiato. Naquele ano, participou dos filmes LOL e So Undercover. Ela também foi confirmada como a dubladora da personagem principal da animação Hotel Transylvania, mas abandonou o projeto para coordenar sua carreira musical. Em janeiro de 2013, a cantora concluiu seu contrato com a Hollywood Records, gravadora com a qual lançou seus álbuns de estúdio Meet Miley Cyrus (2007), Breakout (2008), Can't Be Tamed (2010) e o extended play (EP) The Times of Our Lives (2009). No final daquele mês, ela assinou um contrato com a RCA Records e selecionou Larry Rudolph como seu empresário, conhecido por coordenar o retorno de Britney Spears em 2008. Em março, a intérprete anunciou que seu quarto disco de inéditas seria distribuído no fim de 2013.
Cyrus descreveu seu novo estilo musical como um "sujo hip hop sulista" e combinou elementos genéricos deste e da música country, o que considerou ser um "bom híbrido". Para criar este gênero, ela trabalhou com vários produtores do estilo, que a auxiliaram a incorporar elementos do hip hop para o material, o qual foi descrito pela cantora como um "som totalmente diferente". A artista também comentou que seu projeto iria "calar todo mundo", vindo a compará-lo com Bad (1987), de Michael Jackson, em que "as pessoas ainda ouvem porque é incrivelmente bom" e "[quero] que as pessoas escutem o [meu] álbum desta maneira".
"We Can't Stop", juntamente com "Pour It Up", foi originalmente enviada pelo produtor Mike Will Made It para a cantora barbadense Rihanna, que estava trabalhando em seu sétimo álbum Unapologetic (2012). Ao apresentar a primeira faixa para a artista, Mike Will descreveu a composição como "uma versão madura" de "Party in the U.S.A.", antes mesmo de encontrar-se com Cyrus. Entretanto, a cantora rejeitou a faixa antes mesmo de ouvi-la, selecionando apenas "Pour It Up". Durante a pré-produção do álbum de Cyrus, o produtor apresentou "We Can't Stop" para ela e sua equipe. Logo depois de recebê-la, a intérprete aprovou a obra e relacionou-se a ela imediatamente, lembrando de uma uma festa que havia participado com seus amigos semanas antes. Mike Will explicou: "Eu achei que iríamos suprimir uma música e acabamos entrando, pegando uma sensação boa, e ela [Cyrus] é uma pessoa legal e simples. Nós chegamos, ela recebeu a faixa e a fez de seu jeito. Por isso, [o tema] soa totalmente diferente do jeito que originalmente tentamos fazer". Cyrus, por sua vez, disse que "não fez a canção para os críticos, mas para as pessoas a viverem", acrescentando: "Tenho 20 anos de idade, e quero falar com as pessoas que ficam acordadas a noite toda com seus amigos".

## Lançamento
Em 16 de maio de 2013, Cyrus anunciou o nome de sua nova canção através da seguinte mensagem publicada em seu Twitter: "Segredo revelado! Vamos colocar meu primeiro single #wecantstop entre os mais comentados!". Dentro de dez minutos, a hashtag tornou-se a mais comentada na rede social. Três dias depois, durante o tapete vermelho dos Billboard Music Awards, ela disse que "We Can't Stop" estrearia em 3 de junho de 2013 no programa On Air with Ryan Seacrest, do radialista Ryan Seacrest, com seu lançamento digital ocorrendo no mesmo dia. A artista acrescentou: "Estou muito animada! (...) Mike Will e eu nos juntamos, e a canção ficou perfeita, exatamente o que eu queria, exatamente como eu queria que soasse, e exatamente como eu queria que parecesse. Acho que é uma mensagem importante para eu dizer aos meus fãs — eles ainda não pararam de esperar, então é bom". A capa do single foi revelada em 28 de maio de 2013 num letreiro da Times Square, e apresenta duas pessoas segurando Solo Cups em um cenário aparentemente festivo, com outras sendo vistas ao fundo. Editores da MTV e do Idolator notaram a abstinência de Cyrus da imagem.
Em 3 de junho de 2013, dia de lançamento da faixa, Cyrus apareceu pessoalmente no On Air with Ryan Seacrest. Antes de tocar a música, ela disse: "Ryan, estou um tanto feliz por você não estar aqui porque eu tenho que apertar o botão. É muito emocionante!". Ela ainda explicou que a canção havia sido dedicada para seus fãs: "Todo mundo sempre julga e diz o que quer, mas meus fãs sempre me apoiaram, não importa o que eu passe (...) e essa é uma canção que diz exatamente onde estou na minha vida atualmente". Em menos de 12 horas de lançamento, "We Can't Stop" converteu-se na canção mais baixada da iTunes Store dos Estados Unidos. No dia seguinte, se tornou a mais comprada da loja virtual em outros 17 países: Argentina, Brasil, Chile, Costa Rica, Chipre, Equador, El Salvador, Eslovênia, Guatemala, Israel, Noruega, Panamá, Paraguai, Peru, Suécia, Venezuela e Vietnã. O tema foi enviado para estações de rádio mainstream e rhythmic em 4 de agosto de 2013; no mesmo dia, foi disponibilizado na iTunes Store britânica, onde também tornou-se a mais vendida. Além disso, foi comercializado em formato físico na Alemanha em 6 de setembro seguinte.

## Composição
Descrita como um "hino festeiro", "We Can't Stop" é uma canção dance-pop e R&B de ritmo médio que incorpora elementos dos gêneros hip hop e pop minimalista em sua composição e inclui piano e sintetizadores "frisados" formando sua instrumentação. O seu processo de gravação ocorreu entre 2012 e 2013 nos Nightbird Studios em West Hollywood, Califórnia, Conway Recording Studios em Los Angeles, Califórnia e Glenwood Studios em Burbank, Califórnia, e foi coordenado por Stephen Hybicki, Ruben Rivera e Tim Roberts, que contaram com o auxílio de Mike Gaydusek e Eva Reistad. Por apresentar demonstrações da faixa "La Di Da Di", de Doug E. Fresh e MC Rick D, Douglas Davis e Ricky Walters são creditados como co-compositores. De acordo com redatores da Billboard e da MTV, a obra é um afastamento das composições eletrônicas lançadas anteriormente por Cyrus. A artista descreveu o som do número como "mais funk, R&B e pop" do que suas primeiras canções e acrescentou: "É uma canção difícil de ser descrita em uma boa maneira. [É] infecciosa". O tema foi comparado com trabalhos de Rihanna e Kesha, com a editora do PopDust Samantha Martin comparando sua batida "enorme" com a de "Price Tag" da britânica Jessie J. O single se inicia com vocais distorcidos e lentos cantando as linhas "A festa é nossa, fazemos o que quisemos / A festa é nossa, dizemos o que quisemos / A festa é nossa, podemos amar quem quisermos / Podemos beijar quem quisermos / Podemos dormir com quem quisermos". A voz da intérprete, de acordo com Amy Sciarretto do PopCrush, é "processada" e contém Auto-Tune, enquanto Bill Lamb do About.com considerou-a "madura" e semelhante às de artistas country. "We Can't Stop" foi composta por Cyrus, Mike L. Williams II, Pierre Ramon Slaughter, Timothy Thomas, Theron Thomas, Davis e Walters. De acordo com a partitura publicada pela Universal Music Publishing Group no Musicnotes.com, a faixa é escrita na chave de mi maior e apresenta uma básica sequência de acordes formado por mi, sol sustenido menor, dó sustenido menor e lá como sua progressão harmônica, com os vocais da artista alcançando duas oitavas e abrangendo-se entre as notas de si2 e fá sustenido5.
Nas letras de "We Can't Stop", a intérprete canta sobre celebrar em uma festa caseira; na primeira estrofe, ela menciona "copos vermelhos" ("red cups") e "corpos suados" ("sweaty bodies"), enquanto pergunta a outros integrantes da festa: "Se não está pronto para ir para casa / Posso ouvir um não?". O uso de gírias do hip hop é notável ao longo da faixa. Durante o pré-refrão, Cyrus profere "La da di da di / Gostamos de festejar / Dançando com Miley / Fazendo o que quisemos", com as primeiras linhas sendo interpoladas de "La Di Da Di". No refrão, a cantora diz "E não podemos parar / E não vamos parar / Nós controlamos as coisas, as coisas não nos controlam / Não aceite nada de ninguém". A segunda estrofe se inicia com Cyrus cantando "Para as minhas amigas com traseiro grande / Balance-o como se estivéssemos numa boate de strip / Lembrem-se de apenas Deus podem nos julgar / Esqueçam os invejosos, porque alguém nos amam", sendo que as duas primeiras linhas fazem alusões ao twerk e a terceira referência "Only God Can Judge Me" de Tupac. Ela continua dizendo "E todo mundo na fila do banheiro / Tentando enrolar no banheiro", com este segundo verso referenciando o uso recreativo de drogas e a cocaína. Durante a ponte, a intérprete canta versos como "A casa é nossa, podemos amar quem quisermos / A música é nossa, podemos cantá-la se quisermos / A boca é minha, posso dizer o que quiser"; a última, segundo Emily Mackay da NME, é uma alusão aos direitos LGBT. As letras não possuem nenhuma menção masculina, o que, de acordo com Martin, faz de "We Can't Stop" a versão de Cyrus da canção "Run the World (Girls)" de Beyoncé. Robert Copsey do Digital Spy comentou que, em termos líricos, a música "é essencialmente 'Last Friday Night' de Katy Perry com dentes". Sobre as letras, a cantora declarou: "Assim como a música diz, 'podemos amar quem quisermos'. Estou muito livre sobre a maneira que vivo e de quem eu sou. (...) Quero tornar essa canção a maior do mundo".